# O Que É o Espiritismo?
O Que é o Espiritismo? (em língua francesa Qu'est-ce que le Spiritisme?) é um livro espírita francês. De autoria de Allan Kardec, foi publicado em Paris no ano de 1859.
A obra sucedeu a publicação de O Livro dos Espíritos (1857), e apresenta, de forma sucinta, os princípios da Doutrina Espírita assim como respostas às principais objeções que lhe podiam ser apresentadas. É dividida em três partes:
- a primeira apresenta três diálogos, em que Kardec conversa com um crítico, um cético, e um padre;
- a segunda, noções elementares de Espiritismo; e
- a terceira, a solução de alguns problemas do cotidiano pela doutrina espírita.